# Авъл Манлий Торкват (консул 164 пр.н.е.)
Вижте пояснителната страница за други личности с името Авъл Манлий Торкват.
Авъл Манлий Торкват (на латински: Aulus Manlius Torquatus) e политик на Римската република през 2 век пр.н.е.

## Биография
Вероятно е брат на Тит Манлий Торкват (консул 165 пр.н.е.).
През 167 пр.н.е. той е претор на Сардиния. През 164 пр.н.е. е избран за консул заедно с Квинт Касий Лонгин.